# Microregione di Ourinhos
Ourinhos è una microregione dello Stato di San Paolo in Brasile, appartenente alla mesoregione di Assis.

## Comuni
Comprende 18 comuni:
- Bernardino de Campos
- Canitar
- Chavantes
- Espírito Santo do Turvo
- Fartura
- Ipaussu
- Manduri
- Óleo
- Ourinhos
- Piraju
- Ribeirão do Sul
- Salto Grande
- Santa Cruz do Rio Pardo
- São Pedro do Turvo
- Sarutaiá
- Taguaí
- Tejupá
- Timburi